# Halonlöschanlage
Eine Halon-Löschanlage ist eine fest installierte mit Halon (meist Halon 1301, selten Halon 1211) als Löschmittel arbeitende Anlage.
Die Anlagen wurden, vor allem in den 1960er und 1970er Jahren, hauptsächlich dort eingesetzt, wo technische Einrichtungen bei konventionellem Löschen mit Wasser, Schaum oder Pulver zerstört worden wären.

## Vorteile
Halon ist ein Löschmittel mit hoher Löschwirkung und kann in kleinen Mengen gelagert werden. Außerdem stellt es im Urzustand keine Gefahr für Menschen dar (Zersetzungsprodukte, die vor allem bei Glutbränden entstehen, können jedoch schädlich wirken).

## Nachteile
Halone gehören zur Gruppe der FCKW, die die Ozonschicht schädigen, und beim Löschen mit Halon können korrosiv wirkende Reaktionsprodukte entstehen.

## Regelungen
1987 haben die wichtigsten Industrieländer die schrittweise Einstellung der Produktion und Verwendung des ozonschädigenden Halons beschlossen.
Seit 2004 gilt in der EU ein Verbot von halonbetriebenen Löschgeräten. Sie wurden durch natürliche oder chemische Löschmittel oder durch Wasserfeinsprühsysteme ersetzt.
Halon ist als Löschmittel nur noch in Ausnahmefällen für militärische Anwendungen und in der Luftfahrt zugelassen.